# A Terrible Tragedy
A Terrible Tragedy é um curta-metragem mudo norte-americano de 1916, do gênero comédia, dirigido por Jerold T. Hevener e estrelado por Oliver Hardy.

## Elenco

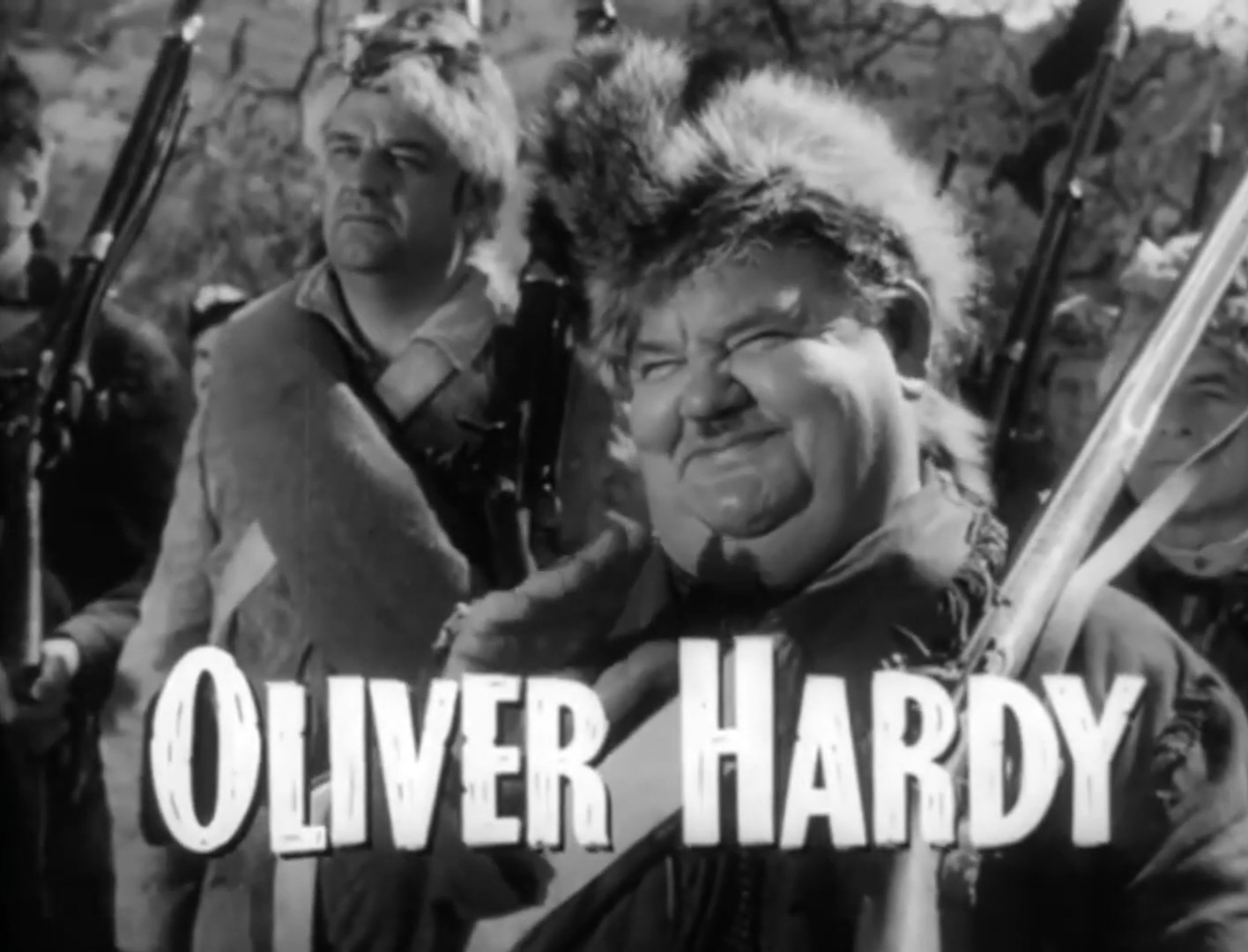
Oliver Hardy

- Jerold T. Hevener - Emile Scribbler
- Oliver Hardy - Markoff (como Babe Hardy)
- Billy Bowers - Professor Foddletop
- Nellie Farron - Zola